# Szigetszentmiklósi járás
A Szigetszentmiklósi járás Pest vármegyéhez tartozó járás Magyarországon, amely 2013-ban jött létre. Székhelye Szigetszentmiklós. Területe 211,28 km², népessége 110 033 fő, népsűrűsége pedig 521 fő/km² volt 2013. elején. Hat város (Szigetszentmiklós, Dunaharaszti, Dunavarsány, Halásztelek, Szigethalom és Tököl), két község és egy nagyközség tartozott hozzá.
A Szigetszentmiklósi járás a 2013-ban teljesen újonnan létrehozott járások közé tartozik. Szigetszentmiklós korábban soha nem volt járási székhely, azonban 1984-től városi jogú nagyközségként, majd 1986-tól városként közigazgatási körzetközponti szerepet töltött be.

## Települései
| Település         | Rang (2023. január 1.) | Közös hivatal | Kistérség (2013. január 1.) | Népesség (2023. január 1.) | Terület (km²) |
| ----------------- | ---------------------- | ------------- | --------------------------- | -------------------------- | ------------- |
| Szigetszentmiklós | járásszékhely város    |               | Ráckevei                    | 39 954                     | 45,65         |
| Dunaharaszti      | város                  |               | Ráckevei                    | 23 637                     | 29,17         |
| Dunavarsány       | város                  | Dunavarsány   | Ráckevei                    | 8 799                      | 22,52         |
| Halásztelek       | város                  |               | Ráckevei                    | 11 896                     | 8,64          |
| Szigethalom       | város                  |               | Ráckevei                    | 18 286                     | 9,12          |
| Tököl             | város                  |               | Ráckevei                    | 11 332                     | 38,49         |
| Taksony           | nagyközség             |               | Ráckevei                    | 6 842                      | 20,85         |
| Délegyháza        | község                 |               | Ráckevei                    | 5 812                      | 25,42         |
| Majosháza         | község                 | Dunavarsány   | Ráckevei                    | 1 715                      | 11,42         |